# January Suchodolski

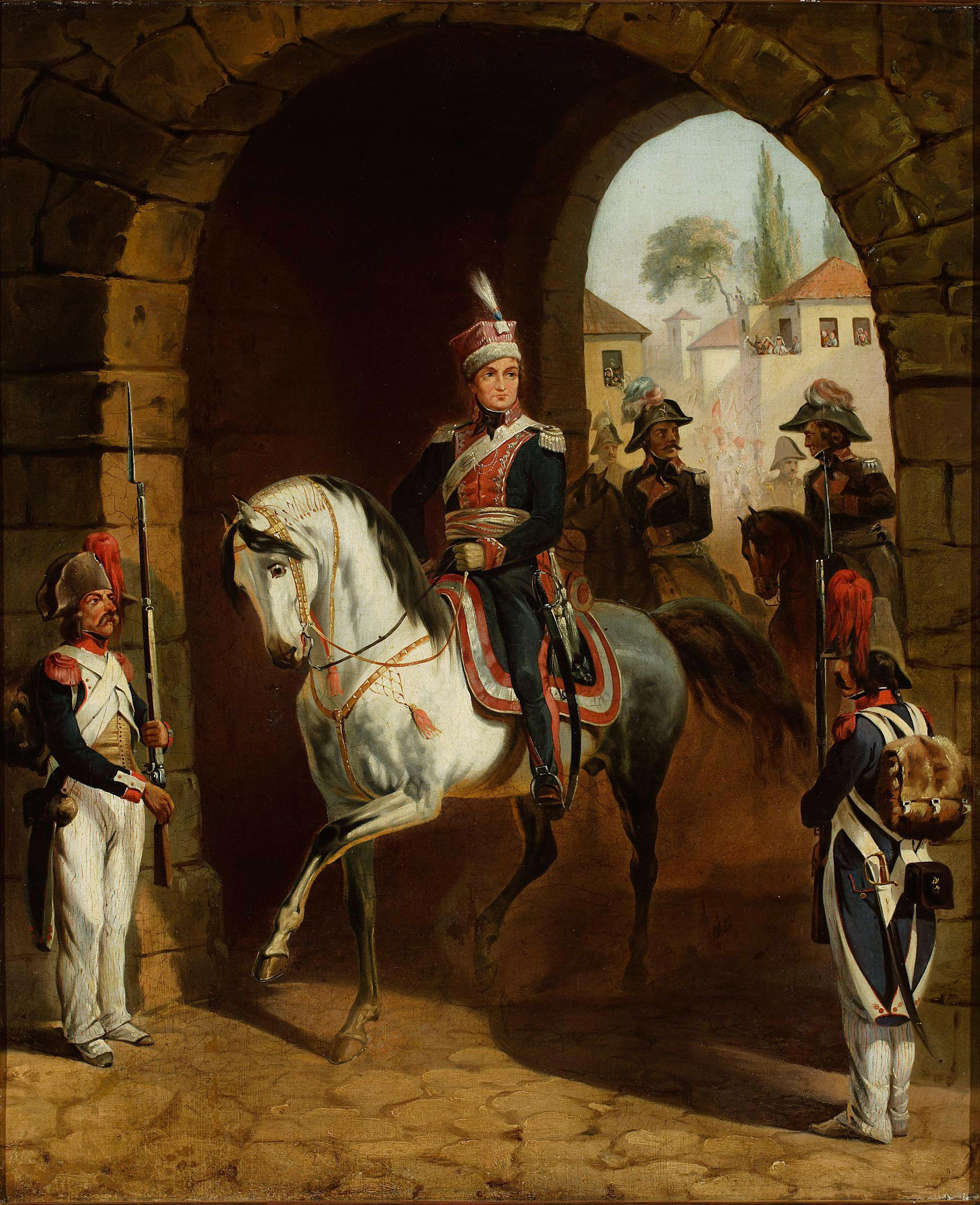
January Suchodolski: Jan Henryk Dąbrowski anländer till Rom; olja på duk, 1850

January Suchodolski, född 19 september 1797 i Grodno, död 20 mars 1875 i Bojmie nära Siedlce var en polsk målare och officer. Han var bror till poeten Rajnold Suchodolski.
Suchodolski studerade i Rom från 1832 till 1837, där han var elev till Horace Vernet. Han blev känd för sina historiska och slagmålningar.